# Ingo Kirchner
Ingo Kirchner (* 25. Dezember 1930 in Berlin; † 16. Juni 1983 in Berlin) war ein deutscher Maler und Grafiker.

## Leben und Werk
Das umfangreiche Schaffen des Berliner Malers und Grafikers Ingo Kirchner fand früh Anerkennung – vor allem im Ausland und der damaligen Bundesrepublik Deutschland.
1968 erhielt er den Grand Prix der II. Grafikbiennale Kraków und wurde Mitglied des Laureaten-Clubs.
Danach war sein Leben durch existenzielle politische Repressalien in der DDR und einen frühen Tod im Jahr 1983 gezeichnet.
Das Studium an der Kunsthochschule Berlin-Weißensee in den Jahren 1949 bis 1955 prägte den künftigen Weg nicht oder nur wenig vor. In den folgenden Jahren begann sich immer stärker das in der DDR verbreitete Postulat eines beengenden Realismus-Begriffes auszuwirken, so dass es für diejenigen aus Kirchners Generation, die ihren Weg nach einem anderen Gesetz als dem verordneten antreten wollten, ein schwieriger Beginn war. Er und seine Kollegen öffneten sich selbst den Blick auf die großen Erscheinungen der Kunst des 20. Jahrhunderts und suchten an ihnen Maßstab.
Sein entstehendes Œuvre hat sich nicht im Kontext, sondern im Kontrast zum offiziellen Kunstbetrieb entwickelt, und es blieb lange unbeachtet. So war es charakteristisch, dass seine früh aufscheinende Begabung ihre erste entscheidende Anerkennung nicht im eigenen Land, sondern im benachbarten Polen erfuhr. Er, der 1966 die Internationale Grafik-Biennale in Kraków beschickt hatte, erhielt dort den Grand Prix für freie Themen, und man widmete ihm 1970 die folgende Laureaten-Ausstellung.
Er beteiligte sich in eigener Initiative an zahlreichen Grafik-Biennalen und -Ausstellungen, wie sie überall, von Ljubljana bis Buenos Aires, wie Pilze aus dem in diesen 1960er und 1970er Jahren dafür so fruchtbaren Boden geschossen waren. Die Beweglichkeit des Mediums Grafik kam ihm dabei zustatten, seines Mediums – obwohl immer wieder auch Werke in anderen Techniken entstanden waren.
In der DDR war einer ersten Ausstellung 1964 in Lothar Langs damals so verdienstvoller Reihe im Pankower Lehrerbildungsinstitut – blieb sie doch für viele der dort Ausgestellten oft für Jahre das einzige öffentliche Forum – lange nichts nachgefolgt. Erst in den 1970er Jahren entschlossen sich neben der Zahl von Sammlern, die es immer gab, aufmerksam gewordene grafische Kabinette in Berlin und Dresden zu Ankäufen.
Häufig begleitet von notwendiger Brotarbeit entstand in den 1970er Jahren ein reiches, vielschichtiges Werk, das formale und technische Brillanz gewann, vielleicht der Maxime folgend, die Kirchner wieder selbst verbal gefasst hat: „Sich dem freien Spiel der Kräfte mit gebührender Disziplin überlassen.“ Er wendete sich nahezu allen klassischen Medien zu, konzentrierte sich schließlich immer wieder auf den Holzschnitt, liebte aber auch besonders Aquarell und Collage. Das Werk nahm zu in seiner Intensität, erfuhr einen Kulminationsgrad und brach 1982 jäh und tragisch ab.
Für die Inhalte seines Schaffens erkannte Kirchner selbst zwei Charakteristika: „die gedanklich analytische und eine emotional intuitive Komponente“. Die absichtsvoll gewählten Titel einiger Blätter erklären und unterstreichen: seltsame Landschaft, Kalligraphische Notation, Vermutliches Portrait, simultanes Ereignis auf verschiedenen Ebenen. 
Immer machen sie klar, dass gedanklich Assoziatives beabsichtigt ist, dass ebenso wie mit den bildenden Metaphern auch durch verbale Hinweise Sinnbezüge suggeriert werden.
Es befinden sich Arbeiten im öffentlichen Besitz, u. a. in Sammlungen in Berlin, Dresden, Kyoto, Fredrikstad, Warszawa, Kraków, Erfurt und Frankfurt (Oder).